# Позмогов Анатолій Іванович
Анатолій Іванович Позмогов (16 квітня 1921 — 29 травня 2004, Київ) — український радіолог, рентгенолог і онколог, доктор медичних наук, професор, заслужений діяч науки УРСР.

## Біографія
Народився 16 квітня 1921 року в Ташкенті. У 1943 році закінчив лікувальний факультет Ташкентського медичного інституту. Як старший лікар полку брав участь у німецько-радянській війні.
У 1952 році захистив дисертацію на здобуття наукового ступеня кандидата медичних наук на тему «Томофлюорографія в рентгенодіагностиці туберкульозних каверн», в 1962 році — доктора медичних наук на тему «Діагностичне значення томографії при раковому ураженні гортані»; в 1963 році йому було присвоєно звання професора.
З 1947 року працював в Київському науково-дослідному рентгенорадіологічному та онкологічному інституті. Пройшов шлях від молодшого наукового співробітника до директора інституту, на посаді якого був з січня 1971 року по вересня 1987 року.
До 1971 року, протягом трьох років, був проректором з наукової роботи Київського медичного інституту та завідувачем кафедрою рентгенології і радіології того ж інституту, потім протягом п'яти років — заступником директора Київського НДІ експериментальної та клінічної онкології.
З 1987 року і до кінця життя працював головним науковим співробітником-консультантом Українського НДІ онкології та радіології (нині — Національний інститут раку МОЗ України).
Помер 29 травня 2004 року в Києві.

## Наукова і громадська діяльність
Створив рентгенологічну школу своїх послідовників. Підготував 6 докторів і 11 кандидатів наук. Опублікував понад 300 наукових робіт та 8 монографій. Понад 20 робіт опубліковано в зарубіжних виданнях.
Вніс істотний внесок у розробку і впровадження в медичну практику ряду діагностичних та лікувальних методів в області рентгенології, радіології та онкології. У 1986 році у зв'язку з аварією на ЧАЕС в короткий термін зумів мобілізувати колектив на перебудову профілю інституту та створення умов для прийому та ефективного лікування хворих з гострою променевою хворобою.
Протягом понад 20 років був головним рентгенологом МОЗ УРСР, головою Вченої ради КНДРРОІ, головою Українського республіканського товариства рентгенологів і радіологів (нині — Асоціація радіологів України), заступником голови Всесоюзних товариств рентгенологів і радіологів, а також онкологів, членом Президії Вченої ради МОЗ України, членом редколегії низки журналів, віце-президентом медичної секції Українського товариства культурних зв'язків із зарубіжними країнами, членом Президії СООД СРСР, членом Виконкому Асоціації радіологів України. Обирався депутатом Київської міської ради.

## Відзнаки, пам'ять

меморіальна дошка

Нагороджений орденами Червоної Зірки, Вітчизняної війни 2 ступеня, Трудового Червоного Прапора, 9 медалями, значком «Відмінник охорони здоров'я». В 1979 році йому присвоєно почесне звання заслуженого діяча науки УРСР.
У 2011 році в Києві, на фасаді будівлі Національного інституту раку, по вулиці Васильківській 43/33, де з 1971 до 1987 року працював директором Анатолій Позмогов, встановлено бронзову меморіальну дошку.